# 李道泰
李道泰，字子交，号藿思，福建德化县城郊诗墩人，清朝政治人物，同进士出身。
顺治十八年（1661年），登辛丑科进士，任江西建昌县知县，升云南开化府知府，卒于任内。著有《缨溪文集》。